# Уран (митологија)
Уран (што значи "небо" или "рај") био је примордијални бог неба и отац Титана у грчкој митологији. У Античкој Грчкој литератури, Уран или отац Небо је био син и муж Геје, мајке Земље. Према Хесиодовој Теогонији, Уран је настао од саме Геје, али други извори наведе Етра као његовог оца. Уран и Геја су били родитељи првој генерацији Титана, и преци већине Грчких богова. У неким митовима он је син ноћи, Никте. Његов еквивалент у римској митологији је Целус. Елементална Земља, Небо и Стикс су можда били удружени, међутим, у свечаној инвокацији у Хомеровом епу.

## Породица

### Родослов
У Хесиодовој Теогонији (Постанак Богова), Уран је дете Геје, богиње Земље. Алкман и Калимах су детаљно изложили да је Уранов отац био Етар, бог небеске светлости и горњег ваздуха. Док је митограф Аполодор, без давања било каквих предака, једноставно рекао да је Уран био „први који је владао светом”. Под утицајем филозофа, Цицерон у свом делу De Natura Deorum (О Природи Богова), тврди да је био дете древних богова Етра и Хемере, Ваздуха и Дана. Према Орфичким химнама, Уран је био син Никте, персонификације ноћи. Уран је био брат Понта, Бога мора.

### Потомци
Према Хесиодовиј Теогонији, Уран се парио са Гејом, и она је родила дванаест Титана: Океан, Кеј, Криј, Хиперион, Јапет, Теја, Реа, Темида, Мнемосина, Феба, Тетија, Хрон; Киклопе: Бронт, Стероп, Аргеј; Хекатонхире ("Они са хиљаду руку"): Бријареј, Кот, Гиг.
Даље, према Теогонији, када је Хрон кастрирао Урана, из Уранове крви, која се расула по Земљи, настале су Еринеје (Фурије), Гиганти, и Мелијаде. Такође, према Теогонији, Хрон је бацио исечене гениталије у море (Таласа), око којих се „бела пена ширила” и „расла” у богињу Афродиту, иако према Хомеру, Афродита је била ћерка, Зевса и Дионе.

### Листа деце Урана и Геје
| Титани   | Титани    | Киклопи     | Еринеје 1    | Гиганти 1 | Гиганти 1 | Телхини    | Остали     |
| -------- | --------- | ----------- | ------------ | --------- | --------- | ---------- | ---------- |
| Океан    | Темида    | Аргеј       | Алекто       | Порфирион | Палант    | Актеј      | Мелијаде1  |
| Кеј      | Тетија    | Бронт       | Мегера       | Алкионеј  | Полибот   | Мегаласије | Курети 1&2 |
| Криј     | Феба      | Стероп      | Тисифона     | Ефијалт   | Enceladus | Ормен      | Етна       |
| Јапет    | Мнемосина | Хекатонхири | Старије Музе | Еурита    | Хиполит   | Лик        | Аристео    |
| Хиперион | Реа       | Бријареј    | Мнема        | Клитије   | Гартион   |            |            |
| Теја     | Хрон      | Кот         | Мелета       | Мимант    | Агриј     |            |            |
|          | Диона     | Гиг         | Аоида        |           | Тоант     |            |            |

Напомене:
1 Неки кажу да су рођени од Уранове крви када га је Хрон кастрирао.
2 Курети су рођени од кишнице (Ураново оплођивање Геје).

## Мит о стварању

### Грчка митологија
У Олимпијском миту о стварању, како Хесиод каже у Теогонији Уран је долазио сваке вечери да прекрије земљу и да се пари са Гејом, али је мрзео децу коју му је родила. Хесиод је назвао њихових првих шест синова и шест ћерки Титани, три сторуких гиганта Хекатонхири, и једнооке гиганте Киклопи.
Уран је заробио Гејину најмлађу децу у Тартар, дубоко у Земљу, где су проузроковали бол Геји. Она је направила срп и затражила од својих синова да кастрирају Урана. Једино је Хрон, најмлађи и најамбициознији од свих Титана, био вољан: он је из заседе напао свог оца и кастрирао га, бацајући исечене тестисе у море.
Због овог страшног дела, Уран је своје синове назвао Титани Теои, или „напети Богови”. Из крви која се просула из Урана на Земљу, настали су Гиганти, Еринеје (осветољубиве Фурије), Мелијаде (нимфе планинског јасена), и према некима, Телхини. Из гениталија у мору настала је Афродита.
Заслужни Александријски песник Калимах је јавио да је крвави срп закопан у земљи у Месини на Сицилији, али покатоличени Грчки путник Паусанија је био обавештен да је срп био бачен са рта близу Болоње, док је историчар Тимеј лоцирао срп на Крфу; Крфчани тврде да су потомци у потпуности легендарне Феције коју је посетио Одисеј, и од око 500 година пре нове ере један Грчки митограф, Акусилај, је тврдио да се Феција дигла из Уранове крви, настале кастрирањем.
Након што је Уран био свргнут, Хрон је поново затворио Хекатонхире и Киклопе у Тартар. Уран и Геја су онда прорекли да ће Хрона заузврат свргнути његов рођени син, па је онда Титан покушао да избегне ову судбину тако што би гутао своје младе. Зевс је обманом своје мајке избегао ову судбину.
Ови древни митови далеког порекла нису били изражени у култовима међу Хеленима. Уранова функција је била савладани Бог старијег времена, пре него што је стварно време почело.
Након његове кастрације, Небо више није долазило да прекрије Земљу увече, али је остајао на свом месту, и „оригиналном рођењу је дошао крај” (Kerényi). Уран је једва био сматран антропоморфним, осим гениталија у миту о кастрацији. Он је једноставно био небо, који је био замишљен од старих као надмоћна купола или кров од бронзе, које је на месту држао Титан Атлас. У формуларним изразима у Хомеровим песмама ouranos је алтернатива Олимпу као колективни дом богова; очигледна појава би био тренутак у Илијади 1.495 када се Тетида подигла из мора да се изјасни са Зевсом: „и рано јутру устала је да поздрави Оуран-и-Олимп и пронашла је сина Хроновог …”
Вилијам Сејл напомиње да „...'Олимп' се готово увек користи као [дом Олимпијских богова], док се оуран често односи на природно небо изнад нас без икакве сугестије да богови, колективно, живе тамо”. Сејл је закључио да је раније седиште богова заправо била планина Олимп, из које их је епска традиција Хомерових времена пребацила у небо, оуран.

### Сумерска митологија
Грчки мит о стварању је сличан Сумерском миту о стварању. У Сумерској религији Ану је бог неба. Његов син Кумарби му је одгризао гениталије и испљунуо три бога, један од којих је, Тешуб, који је касније свргнуо Кумарбија. У Сумерској митологији и касније за Асиријце и Вавилонце, Ану је бог неба и представља закон и ред.
Могуће је да је Уран прво био индоевропски бог, који се поистовећивао са ведским, Варуном врховним чуваром реда који је касније постао бог океана и река како је предложио Жорж Димезил, следећи наговештаје u Емил Диркеновом, Елементарни облици религијског живота (1912). Још једна од Димзелових теорија јесте да је ирански врховни Бог Ахура Мазда развиће индоиранског vouruna - митра. Тако да, ово божанство има и кавалитете Митре, који је бог кише.

### Уран и Варуна
Уран је повезан са ноћним небом, и Варуна је бог неба и небеског океана, који је повезан са Млечним путом.
Жорж Димезил је направио опрезан сипс о идентитету Урана и ведског Варуну на најранијем индоевропском културном нивоу. Димзелову идентификацију митских елемената које су делиле две фигуре, ослањајући се у великој мери на језичку интерпретацију али не представљајући заједничко порекло, усвојили су Роберт Грејвс и други.